# Nikopol (Bulgaria)
Nikopol (in bulgaro Никопол?) è un comune bulgaro situato nella Regione di Pleven di 12 872 abitanti (dati 2009). La sede comunale è nella località omonima.

## Località
Il comune è formato dall'insieme delle seguenti località:
- Asenovo
- Bacova mahala
- Čerkovica
- Debovo
- Dragaš vojvoda
- Evlogievo
- Ljubenovo
- Lozica
- Muselievo
- Nikopol (sede comunale)
- Novačene
- Sanadinovo
- Văbel
- Žernov